# Dickschnabelsittiche
Die Dickschnabelsittiche (Bolborhynchus) sind eine Gattung der Neuweltpapageien. Die Gattung enthält heute nur noch drei Arten, die alle in Mittel- und Südamerika vorkommen. Früher wurden auch der Aymarasittich und der Zitronensittich zu dieser Gattung gestellt. Diese werden mittlerweile jedoch der Gattung Psilopsiagon zugerechnet.
In der Ziervogelhaltung spielt vor allem der Katharinasittich eine Rolle. Er war über Jahrzehnte die einzige Art der Dickschnabelsittiche, die in menschlicher Obhut gepflegt wurde.

## Erscheinungsbild und Verhalten
Dickschnabelsittiche sind kleine Sittiche, deren charakteristisches Merkmal der dicke, seitlich aufgetriebene Schnabel ist. Der Schwanz ist stufig und bei allen Arten kürzer als die Flügel. Wachshaut und Augenring sind unbefiedert. Es besteht kein Geschlechtsdimorphismus. Es sind Höhlenbrüter, die nicht nur in Baumhöhlen, sondern zum Teil auch in Erdhöhlen brüten. Dafür legen sie bis zu zwei Meter lange Gänge an, an deren Ende sich ein oder zwei Kammern von 20 bis 30 Zentimetern Durchmesser befinden. Das Gelege umfasst vier bis sechs Eier. Die Brutdauer beträgt 20 bis 23 Tage. Die Jungvögel sind nach sechs bis sieben Wochen flügge.

## Arten
Den Dickschnabelsittichen werden die folgenden drei Arten zugerechnet:
- Katharinasittich (B. lineolea)
- Andensittich (B. orbygnesius)
- Rotstirnsittich (B. ferrugineifrons)

## Belege